# Slag bij Buffington Island
De Slag bij Buffington Island vond plaats op 19 juli 1863 in Meigs County (Ohio) tijdens de Amerikaanse Burgeroorlog. Deze slag is ook bekend als de Schermutseling bij St. Georges Creek. Het was de grootste slag die plaatsvond in Ohio en het zou bijdragen aan de overgave van brigadegeneraal John Hunt Morgan.
Door vertragingen was Morgans eenheid omsingeld op 19 juli. De slag eindigde in een vlucht van de Zuidelijken waarbij er 750 gevangen werden genomen. Morgan en 700 van zijn soldaten ontsnapten. Zij zouden na de Slag bij Salineville gevangen worden genomen.

## Achtergrond
Op 11 juni vertrok brigadegeneraal John Hunt Morgan met 2.460 cavaleristen om de Noordelijke staten te plunderen. Hiermee hoopte Morgan om de aandacht van de Noordelijke legereenheden af te leiden van Zuidelijke troepen in Tennessee. Toen het Noordelijke Army of the Cumberland aan haar zogenaamde Tullahoma-veldtocht begon, besloot Morgan om verder op te rukken in Noordelijke richting. Zijn colonne rukte Kentucky binnen. Ze vochten een reeks van kleine veldslagen en schermutselingen uit. Ze vorderden twee stoomboten op om de Ohio-rivier over te steken naar Indiana. In de Slag bij Corydon versloeg Morgan de militietroepen. Op 13 juli vertrokken ze in oostelijke richting om via Cincinnati, Ohio naar het zuiden van de staat te rijden. Onderweg veroverden ze de nodige voorraden en paarden.
Het Noordelijke antwoord liet niet lang op zich wachten. Generaal-majoor Ambrose E. Burnside, bevelhebber van het department of the Ohio, verzamelde zijn troepen en twee kanonneerboten om de Zuidelijke strijdmacht te verslaan voor ze opnieuw op Zuidelijke grondgebied geraakten. Brigadegeneraal Edward H. Hobson zette de achtervolging in met enkele cavaleriecolonnes. De gouverneur van Ohio, David Tod, riep de milities bijeen om de verschillende oversteekplaatsen langs de Ohio-rivier te blokkeren voor Morgans colonne.
Op 18 juli reed Morgans colonne naar Pomeroy, Ohio waar hij de rivier wilde oversteken.
Voor het stadje stuitte hij op tegenstand. Morgan en zijn uitgeputte mannen hadden weinig zin in een nieuw gevecht. Daarom lieten ze Pomeroy links liggen en reden naar de volgden oversteekplaats bij Buffington Island. Dit lag ongeveer 30 km verder in zuidoostelijke richting.
In de vroege avond van de 18de juli arriveerden ze bij Portland en Buffington Island. Enkele honderden militiemannen hadden ook hier de doorgang geblokkeerd. Morgan besliste om de nacht door te brengen in de buurt zodat de mannen en paarden de nodige rust kregen. Dit oponthoud zou zware gevolgen krijgen toen de volgende dag de Noordelijken nog meer versterkingen kregen.

## De slag
Op de mistige ochtend van 19 juli vallen twee Noordelijke brigades onder leiding van
August Kautz en Henry M. Judah de Zuidelijke stellingen aan. Morgans eenheid werd bijna omsingeld toen een derde Noordelijke colonne onder leiding van James M. Shackelford op het slagveld verscheen. Bijna 3.000 Noordelijke soldaten vielen de uitgeputte mannen van Morgan aan. Twee Noordelijke kanonneerboten stoomden de smalle rivier op en beschoten de Zuidelijke stellingen. Ze werden al snel versterkt door een derde kanonneerboot.
De oversteekplaats bij Buffington Island was nu volledig geblokkeerd. Morgan liet een kleine achterhoede achter en probeerde al vechtend zich een weg te banen naar een volgende oversteekplaats. Bij de uitbraakpoging verloor Morgan 52 doden en 100 zwaargewonden. Hij en 700 van zijn soldaten braken door de Noordelijke linie door een bospad te volgen. Zijn rechterhand, kolonel Basil W. Duke, en 750 van zijn soldaten werden gevangengenomen.
300 van Morgans soldaten bereikten de volgende oversteekplaats bij Belleville en bereikten veilig de overkant. Toen Morgan halfweg de oversteekplaats was, zag hij dat de rest van strijdmacht gevangen zat toen de kanonneerboten arriveerden. Morgan sloot zich opnieuw aan bij zijn troepen. Hij leidde ze weg van de rivier. De volgende dagen probeerden ze andere oversteekplaatsen te bereiken. Op 26 juli in de Slag bij Salineville werden ze uiteindelijk verslagen en gevangengenomen.
De meesten van de krijgsgevangenen werden per stoomboot afgevoerd naar Cincinnati. Morgan en zijn officieren werden gevangengezet in de gevangenis van Columbus, Ohio.
Morgan en enkele mede-officieren ontsnapten enige tijd later uit de gevangenis en bereikten het veilige Zuiden.

## Aanbevolen lectuur
- Horwitz, Lester V., The Longest Raid of the Civil War. Cincinnati, Ohio: Farmcourt Publishing, Inc., 1999. ISBN 0-9670267-3-3.
- Mingus, Scott L., "Buffington Island", CHARGE! Magazine, Volume 4, August, 2004, pages 14–17. Text used by permission of the Johnny Reb Gaming Society.